# Sybota atlantica
Sybota atlantica là một loài nhện trong họ Uloboridae.
Loài này thuộc chi Sybota. Sybota atlantica được Cristian J. Grismado miêu tả năm 2001.